# Dèficit cognitiu
El dèficit cognitiu és un terme inclusiu per descriure qualsevol característica que actuï com a barrera al procés cognitiu.
El terme pot descriure
- dèficits en la intel·ligència global (com amb discapacitats intel·lectuals),
- dèficits específics i restringits en habilitats cognitives (com en trastorns d'aprenentatge com la dislèxia),
- dèficits neuropsicològics (com en atenció, memòria de treball o funció executiva),
- o pot descriure un deteriorament induït per fàrmacs en la cognició i la memòria (com el vist amb l'alcohol, els glucocorticoides,[2] i les benzodiazepines.[3])

Generalment es refereix a una característica duradora, en contraposició al nivell alterat de consciència, que pot ser agut i reversible. Els dèficits cognitius poden ser innats o causats per factors ambientals com ara lesions cerebrals, trastorns neurològics o malalties mentals.